# Jamitettix kotonis
Jamitettix kotonis är en insektsart som beskrevs av Matsumura 1940. Jamitettix kotonis ingår i släktet Jamitettix och familjen dvärgstritar. Inga underarter finns listade i Catalogue of Life.